# Justin Azevedo
Justin Azevedo (* 1. April 1988 in West Lorne, Ontario) ist ein ehemaliger kanadisch-portugiesischer Eishockeyspieler, der im Verlauf seiner aktiven Karriere zwischen 2005 und 2023 unter anderem 490 Spiele für den HC Lev Prag und Ak Bars Kasan in der Kontinentalen Hockey-Liga (KHL) auf der Position des Centers bestritten hat.

## Karriere

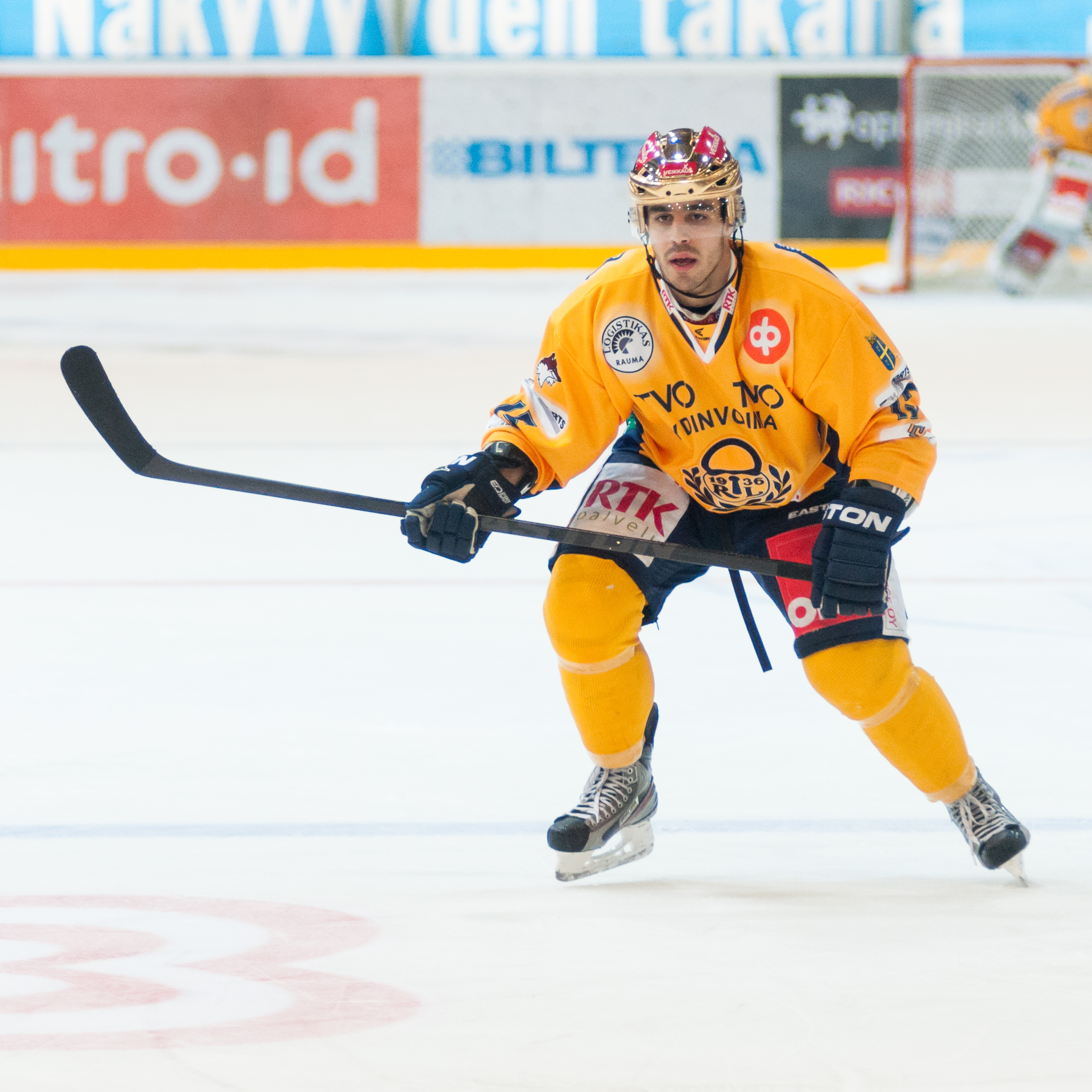
Justin Azevedo im Trikot von Lukko Rauma (2012)

Justin Azevedo begann seine Karriere 2004 bei den Kitchener Rangers aus der kanadischen Juniorenliga Ontario Hockey League (OHL). Er zeigte in seiner Debütsaison gute Leistungen und kam in 58 Spielen auf 18 Tore und 21 Assists. In den Playoffs konnte er mit den Rangers zudem das Conference-Finale erreichen. In der Saison 2005/06 gehörte er bereits zu den führenden Spielern der Mannschaft und war mit 69 Punkten der zweitbeste Scorer im Team, womit er sich für die kanadischen Juniorennationalmannschaft empfahl und an der U18-Junioren-Weltmeisterschaft teilnahm. Mit je vier Toren und Vorlagen war er punktbester Spieler Kanadas, konnte mit der Mannschaft jedoch keine Medaille gewinnen, da sie das Spiel um Platz drei verloren.
In der folgenden Saison kam Azevedo nur auf 56 Scorerpunkte, fehlte allerdings auch in 22 Ligaspielen. In den Playoffs entwickelte er sich aber zum zweitbesten Spieler der Rangers neben Steve Downie und schoss vier Tore bei elf Vorlagen in neun Spielen. Die Rangers schieden jedoch schon in der zweiten Runde aus. Sein viertes Jahr in der OHL sollte auch sein bestes werden. Azevedo zeigte eine deutliche Steigerung zu den Vorjahren und war am Ende der Saison mit 43 Toren und 81 Vorlagen in 67 Ligaspielen bester Scorer der OHL. Zudem führte er die Rangers mit 36 Punkten in 20 Playoff-Spielen zum Gewinn des J. Ross Robertson Cup. Auch im darauffolgenden Memorial-Cup-Turnier knüpfte er an seine guten Leistungen an, führte auch hier in der Scorerliste, allerdings scheiterten die Rangers im Finale an den Spokane Chiefs. Azevedo wurde nach dem Ende der Saison mehrfach ausgezeichnet. So erhielt er die Eddie Powers Memorial Trophy, den CHL Top Scorer Award und die Ed Chynoweth Trophy als bester Scorer der OHL, aller Juniorenligen der Canadian Hockey League und des Memorial-Cup-Turniers. Dazu kamen die Red Tilson Trophy, der Wayne Gretzky 99 Award sowie der CHL Player of the Year Award als Most Valuable Player der regulären Saison der OHL, der OHL-Playoffs und aller Juniorenligen, die der CHL unterstehen.
Nachdem er in den zwei Jahren zuvor im NHL Entry Draft von den Teams der National Hockey League (NHL) aufgrund seiner geringen Körpergröße von 1,73 Meter übergangen wurde, wählten ihn schließlich die Los Angeles Kings im NHL Entry Draft 2008 in der sechsten Runde an Position 153 aus. Die Saison 2008/09 absolvierte Azevedo in der American Hockey League (AHL) bei den Manchester Monarchs, dem Farmteam der Los Angeles Kings. Auch in den beiden folgenden Spielzeiten ging Azevedo ausschließlich für die Manchester Monarchs aufs Eis, ehe er 2012 nach Europa zum finnischen Klub Lukko Rauma wechselte. Bei Lukko etablierte er sich schnell und gehörte zu den besten Punktesammlern des Teams. In den Playoffs der SM-liiga war er mit zehn Toren und 18 Scorerpunkten ligaweit bester Torjäger und Topscorer. Nach diesem Erfolg wurde er vom HC Lev Prag aus der Kontinentalen Hockey-Liga (KHL) unter Vertrag genommen, mit dem er 2014 das Playoff-Finale erreichte und in den Play-offs 20 Scorerpunkte in 22 Partien sammelte. Diese Leistung brachte ihm eine Berufung in das All-Star-Team der KHL ein. Nach diesem Erfolg zog sich Lev Prag vom Spielbetrieb zurück und Azevedo wechselte gegen Zahlung einer finanziellen Kompensation innerhalb der KHL zu Ak Bars Kasan. 2018 wurde er erneut in das All-Star-Team der KHL gewählt und gewann mit Ak Bars Kasan den Gagarin-Pokal sowie die russische Meisterschaft. Nach sechs Jahren verließ er Russland im Dezember 2020 und schloss sich im Mai 2021 den ZSC Lions aus der Schweizer National League an. Nach der Saison 2022/23 verließ er die Zürcher und beendete seine aktive Karriere.

## Erfolge und Auszeichnungen
| - 2005 OHL First All-Rookie Team - 2008 Teilnahme am OHL All-Star Game - 2008 J.-Ross-Robertson-Cup-Gewinn mit den Kitchener Rangers - 2008 Red Tilson Trophy - 2008 Wayne Gretzky 99 Award - 2008 CHL Player of the Year - 2008 Eddie Powers Memorial Trophy - 2008 Ed Chynoweth Trophy - 2008 CHL Top Scorer Award - 2008 OHL First All-Star-Team - 2008 CHL First All-Star-Team - 2008 Memorial Cup All-Star-Team | - 2013 SM-liiga All-Star-Team - 2013 Topscorer der SM-liiga-Playoffs - 2013 Bester Torschütze der SM-liiga-Playoffs - 2014 KHL First All-Star-Team - 2015 Teilnahme am KHL All-Star Game - 2018 KHL-Spieler des Monats März - 2018 KHL-Spieler des Monats April - 2018 Gagarin-Pokal-Gewinn mit Ak Bars Kasan - 2018 Wertvollster Spieler der KHL-Playoffs - 2018 KHL First All-Star-Team - 2022 Schweizer Vizemeister mit den ZSC Lions |

### International
- 2006 All-Star-Team der U18-Junioren-Weltmeisterschaft

## Karrierestatistik

### International
Vertrat Kanada bei:
- World U-17 Hockey Challenge 2005
- U18-Junioren-Weltmeisterschaft 2006

(Legende zur Spielerstatistik: Sp oder GP = absolvierte Spiele; T oder G = erzielte Tore; V oder A = erzielte Assists; Pkt oder Pts = erzielte Scorerpunkte; SM oder PIM = erhaltene Strafminuten; +/− = Plus/Minus-Bilanz; PP = erzielte Überzahltore; SH = erzielte Unterzahltore; GW = erzielte Siegtore; 1 Play-downs/Relegation; Kursiv: Statistik nicht vollständig)